# Valganna
Valganna är en kommun i provinsen Varese i regionen Lombardiet i Italien. Kommunen hade 1 599 invånare (2018).